# Бабенко Юрій Миколайович
Юрій Миколайович Бабенко (4 грудня 1961) — український радянський хокеїст, нападник.

## Спортивна кар'єра
Виступав за команди «Сокіл» (Київ), ШВСМ (Київ) і «Динамо» (Харків). У вищій лізі провів 5 матчів.

## Статистика
| Сезон   | Клуб                    | Ліга  | І  | Г  | П | О | ШХ |
| ------- | ----------------------- | ----- | -- | -- | - | - | -- |
| 1979-80 | «Сокіл» (Київ)          | вища  | 5  | 0  | 0 | 0 | 8  |
| 1979-80 | «Машинобудівник» (Київ) | друга |    | 17 |   |   |    |
| 1980-81 | «Машинобудівник» (Київ) | друга |    | 11 |   |   |    |
| 1981-82 | «Динамо» (Харків)       | друга | 16 | 3  | 0 | 3 | 10 |